# New Engine

Logo der New Engine Co. Ltd.

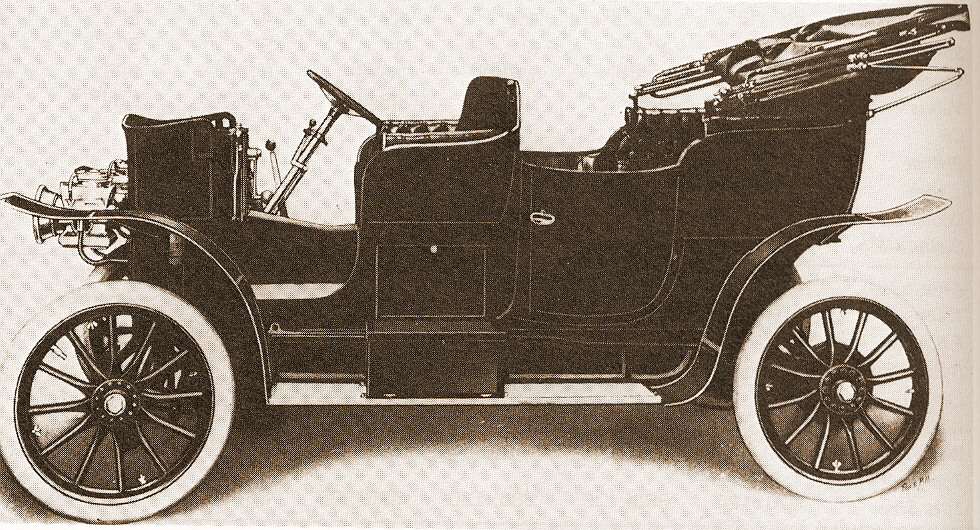
NEC 15 hp Tourenwagen (1907)

Die New Engine Co. Ltd. war ein britischer Automobilhersteller, der 1905–1921 in Willesden  bei London ansässig war.
Unter dem Markennamen NEC stellte die Firma konventionelle Mittelklassewagen mit Zwei- und Vierzylindermotoren her. Die Motoren deckten den Bereich von 15 hp bis 40 hp ab.

## Modelle
| Modell   | Bauzeitraum | Zylinder | Hubraum  | Radstand     |
| -------- | ----------- | -------- | -------- | ------------ |
| 24/30 hp | 1905        | 4 Reihe  | 4856 cm³ | 3099 mm      |
| 15 hp    | 1906–1907   | 2 Reihe  | 2389 cm³ | 2743 mm      |
| 30 hp    | 1907–1921   | 4 Reihe  | 5186 cm³ | 3200 mm      |
| 20 hp    | 1908        | 2 Reihe  | 2889 cm³ | 2896 mm      |
| 20 hp    | 1909        | 2 Reihe  | 2328 cm³ | 2896 mm      |
| 20 hp    | 1910–1911   | 2 Reihe  | 2889 cm³ | 2896 mm      |
| 40 hp    | 1910–1921   | 4 Reihe  | 6436 cm³ | 3048–3581 mm |
| 40 hp    | 1912        | 4 Reihe  | 5778 cm³ | 3429 mm      |
| 30 hp    | 1919–1921   | 4 Reihe  | 4654 cm³ | 3200–3353 mm |
| 40 hp    | 1919–1921   | 4 Reihe  | 5776 cm³ | 3200–3353 mm |

## Quelle
- David Culshaw & Peter Horrobin: The Complete Catalogue of British Cars 1895–1975. Veloce Publishing plc. Dorchester (1999).  ISBN 1-874105-93-6